# Barletta
Barletta je italské město v regionu Apulie. V roce 2009 se stalo jedním ze tří center nově vzniklé provincie Barletta-Andria-Trani. Leží v jihovýchodní části Itálie, na pobřeží Jaderského moře. Je vzdálené přibližně 65 km od hlavního města regionu Apulie Bari.

## Historie

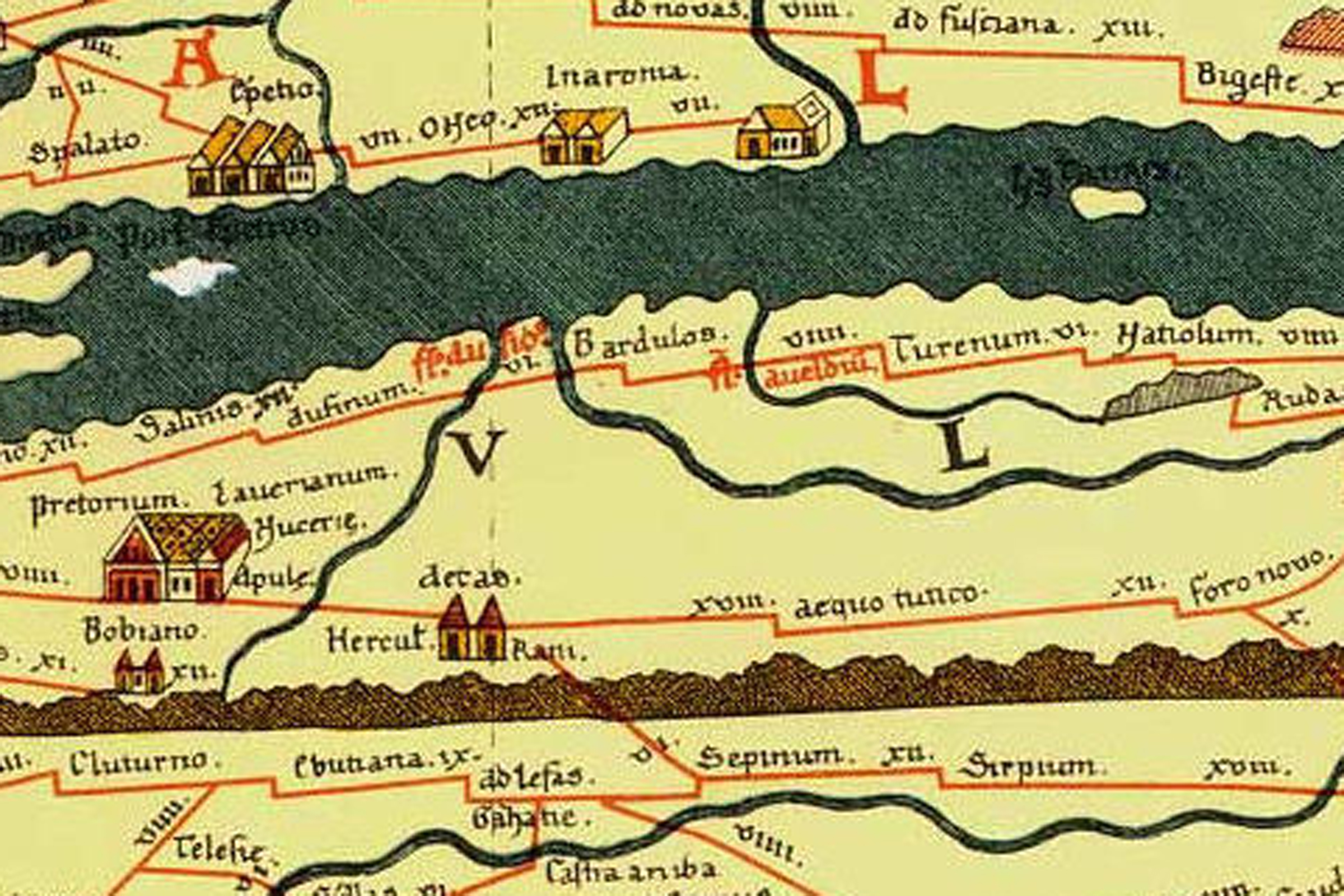
Antický Bardulos na Peutingerově mapě

Osídlení Barletty sahá do 4. století př. n. l., kdy sloužila jako přístav pro Canosu di Puglia. Řekové a Římané ji nazývali Bardulos nebo Barulum.
V raném středověku místo dobyli Normané, kteří zbudovali první pevnost, a Langobardové. Pevnost se stala důležitým stanovištěm křižáckých řádů: německých rytířů, templářů a johanitů. Řád německých rytířů založil komendu se špitálem sv. Tomáše v roce 1197 a v letech 1233–1350 v ní sídlil zemský komtur. V kapli komendy byl pohřben čtvrtý velmistr řádu Hermann ze Salzy († 1239).
Po dobytí Svaté země muslimy sem uprchli arcibiskupové z Nazareta a trvalé sídlo zde měli od roku 1327.
Z nedalekého město Cannae, zničeného Normany, sem přesídlili jeho obyvatelé. Normany zavražděný biskup Ruggero z Cannae (1060-1129) se stal svatým patronem Barletty. Vláda císaře Fridricha II. Štaufského a poté dynastie Anjouovců znamanala vrchol středověké kultury.
Během francouzsko-španělské války o jižní Itálii 13. února 1503 v Barlettě zvítězili italští rytíři ve španělských službách v drobné potyčce nad Francouzi, což připomíná věžovitý pomník. Později město sloužilo jako jedna ze španělských pevností pro nadvládu v jižní Itálii. V roce 1667 postihla město morová epidemie.
V letech 1806–1927 byla Barletta sídlem okresu i prefektury. Za napoleonských válek stála na straně Francouzů pod velením generála Joachima Murata, který byl v letech 1808–1815 neapolským králem.
Po sjednocení Itálie byla Barletta stejně chudá jako většina území na jihu Itálie. Obyvatelstvo sužovaly nemoci jako tuberkulóza, zápal plic, neštovice, malárie, trachomem očí bylo postiženo 15 % populace. Nejobávanější nemocí byla cholera, jejíž epidemie vypukla v letech 1836, 1854, 1865, 1866, 1867, 1886 a naposledy v roce 1910, kdy jí podlehly desítky tisíc obyvatel po celé jižní Itálii.
V roce 1866 byli v Barlettě (jako poslední v Evropě) veřejně zaživa upáleni protestanti.
Během 1. světové války byl 24. května 1915 při námořní bitvě u Barletty italský torpédoborec Turbine třídy Nembo potopen rakousko-uherským lehkým křižníkem Helgoland a torpédoborci Csepel, Tátra a Lika.
Za druhé světové války zde bojovníci proti fašismu za povstání v roce 1943 obsadili budovu pošty, v níž však byli nakonec postříleni.

## Město a památky
Významnými památkámi města jsou katedrála a pevnost Castello di Barletta. Obě se nacházejí v blízkosti pobřeží a přístavu. 
- Katedrála Santa Maria Maggiore je románsko-gotická stavba, stojící na místě antického Neptunova chrámu ze 3. století př. n. l., zčásti dochovaného v podzemí a v obvodovém zdivu první baziliky ze 6. století a přestavby z 9. století. Během 12. století byla dostavěná a zaklenuta hlavní loď románského trojlodí s kampanilou (zvonicí), celá stavba byla dokončená roku 1267. Ve 14. až 16. st. pak byl připojen nový chór a přední část lodi v gotickém stylu.
- Castello di Barletta - hrad založený Normany jako pevnost v 11. století a přestavěný Štaufy v letech 1282–1291, také sídlo křižáckých řádů. V první polovině 16. století Španěly rozšířen. Vnitřní dvůr na čtvercovém půdorysu je obklopen čtyřmi bastiony s kurtinami a raveliny. V současnosti slouží jako kulturní centrum s městským muzeem, knihovnou, konferenčním a výstavním sálem.
- Bazilika San Sepolcro - románský kostel založili ve 12. století johanité při špitálu pro poutníky do Svaté země (nyní zbořeném). Západní fasáda je barokní. Před kostelem stojí:
- Kolos z Barletty - bronzová socha východořímského (byzantského) císaře (snad Herakleia), vysoká 5,11 metru, odlitá v Konstantinopoli a odvezená do Ravenny, kde ji objevil císař Fridrich I. Štaufský a přivezl do Barletty. Patří k největším dochovaným bronzovým antickým sochám.
- San Gaetano barokní kostel sv. Kajetána s klášterem v polovině 17. století založili theatini a přinesli do něj relikviář Trnu z Kristovy koruny; po morové epidemii v roce 1667 je vystřídali trinitáři.
- Chiesa San Giacomo Matamoros (kostel sv. Jakuba Většího), postaven v 11. století na místě římského chrámu bohyně Isis, pobořen zemětřesením, barokní stavba začala roku 1726 a byla vysvěcena roku 1751.
- Chiesa Sant'Andrea (kostel sv. Ondřeje) byl založen ve 12. století a zasvěcen Kristu Spasiteli, ve 13. století si při něm zbudovali klášter minorité až do zboření v roce 1528.
- Palazzo della Marra- barokní palác, nyní galerie
- Canne della Bataglia - archeologická lokalita na místě starověkého a raně středověkého města Cannae, pobořenho nejdříve při punských válkách a definitivně zničeného Normany.

## Vývoj počtu obyvatel
Počet obyvatel

## Galerie

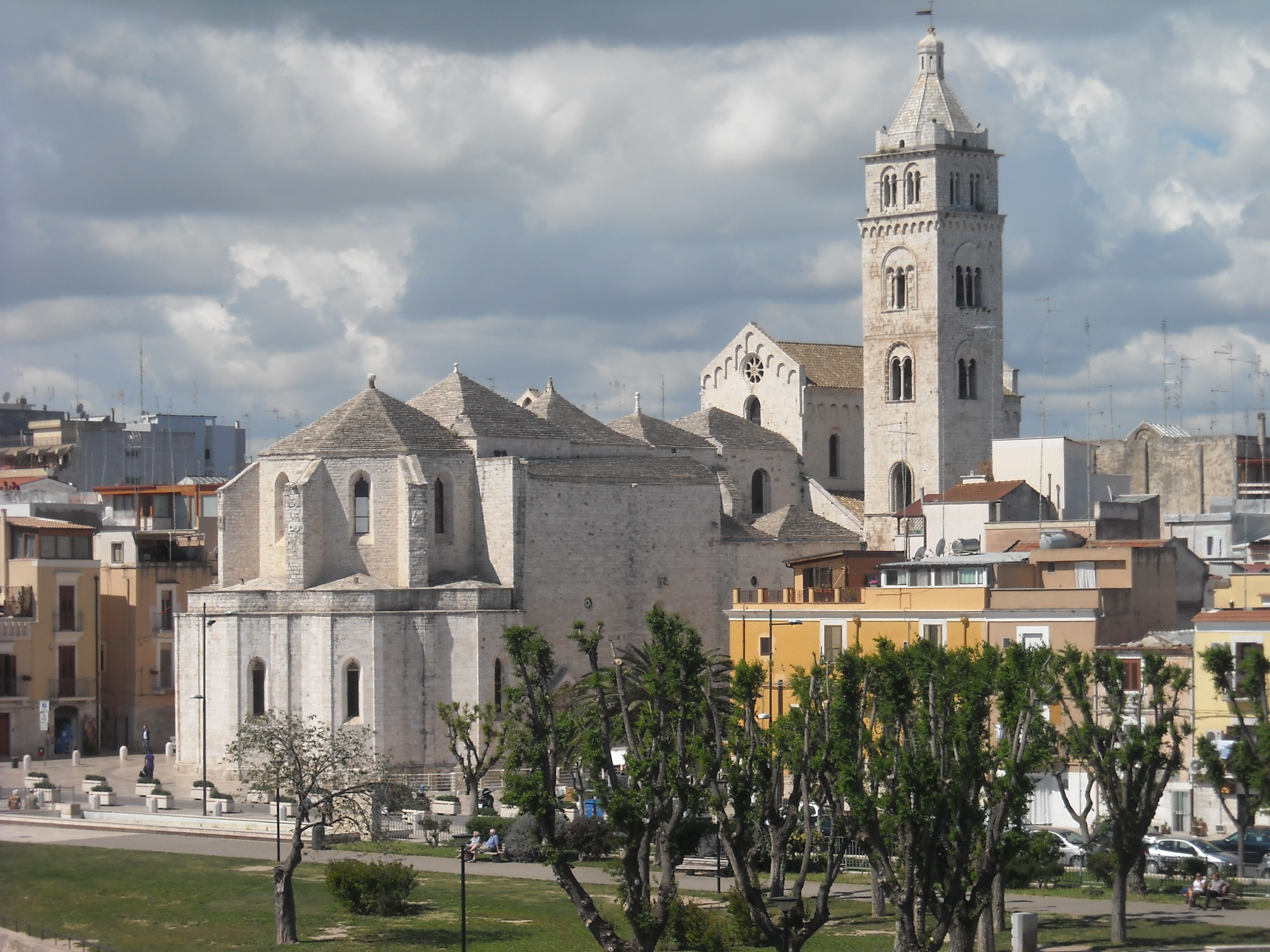
Katedrála z pohledu od pevnosti
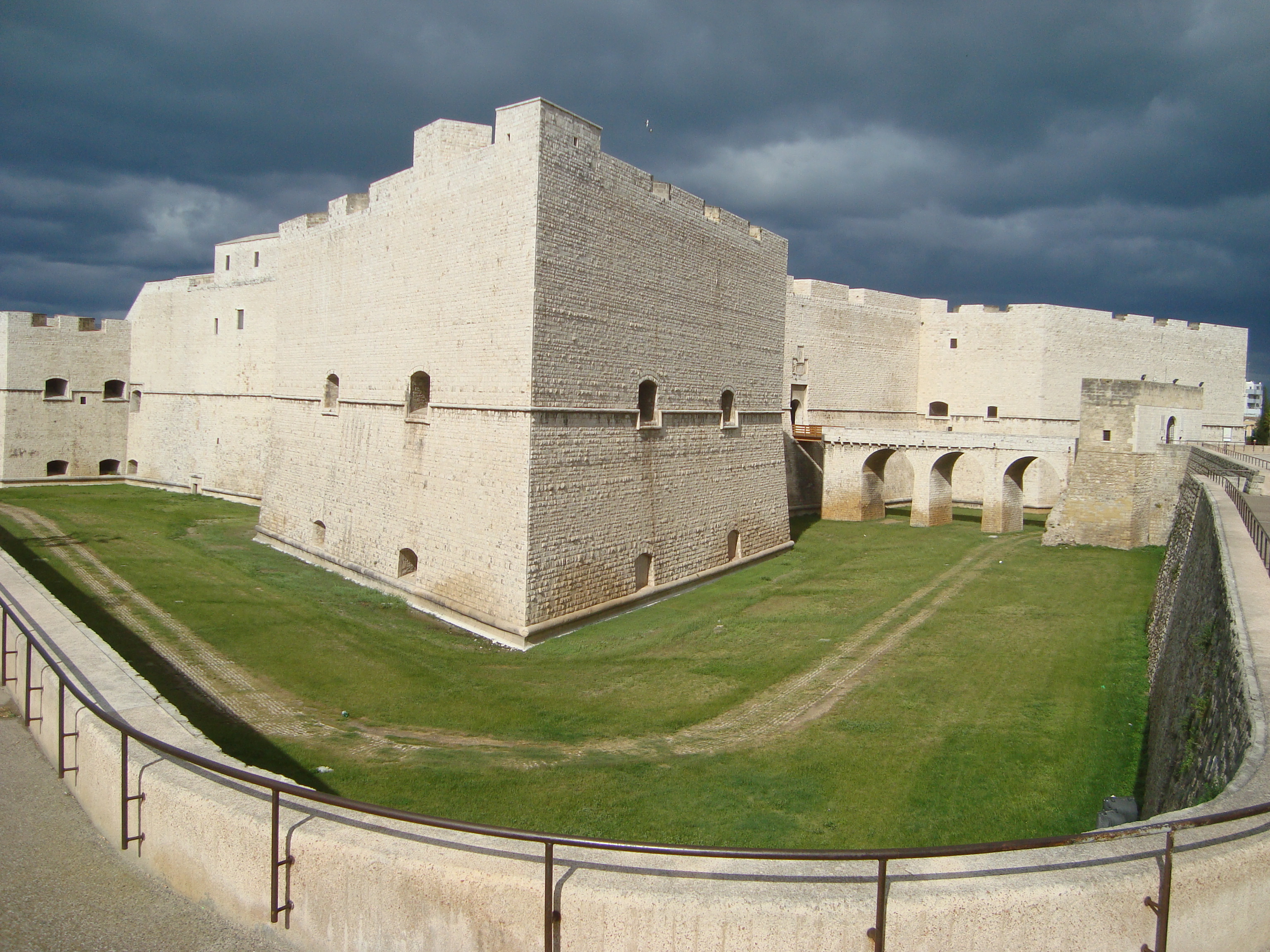
pevnost Castello di Barletta
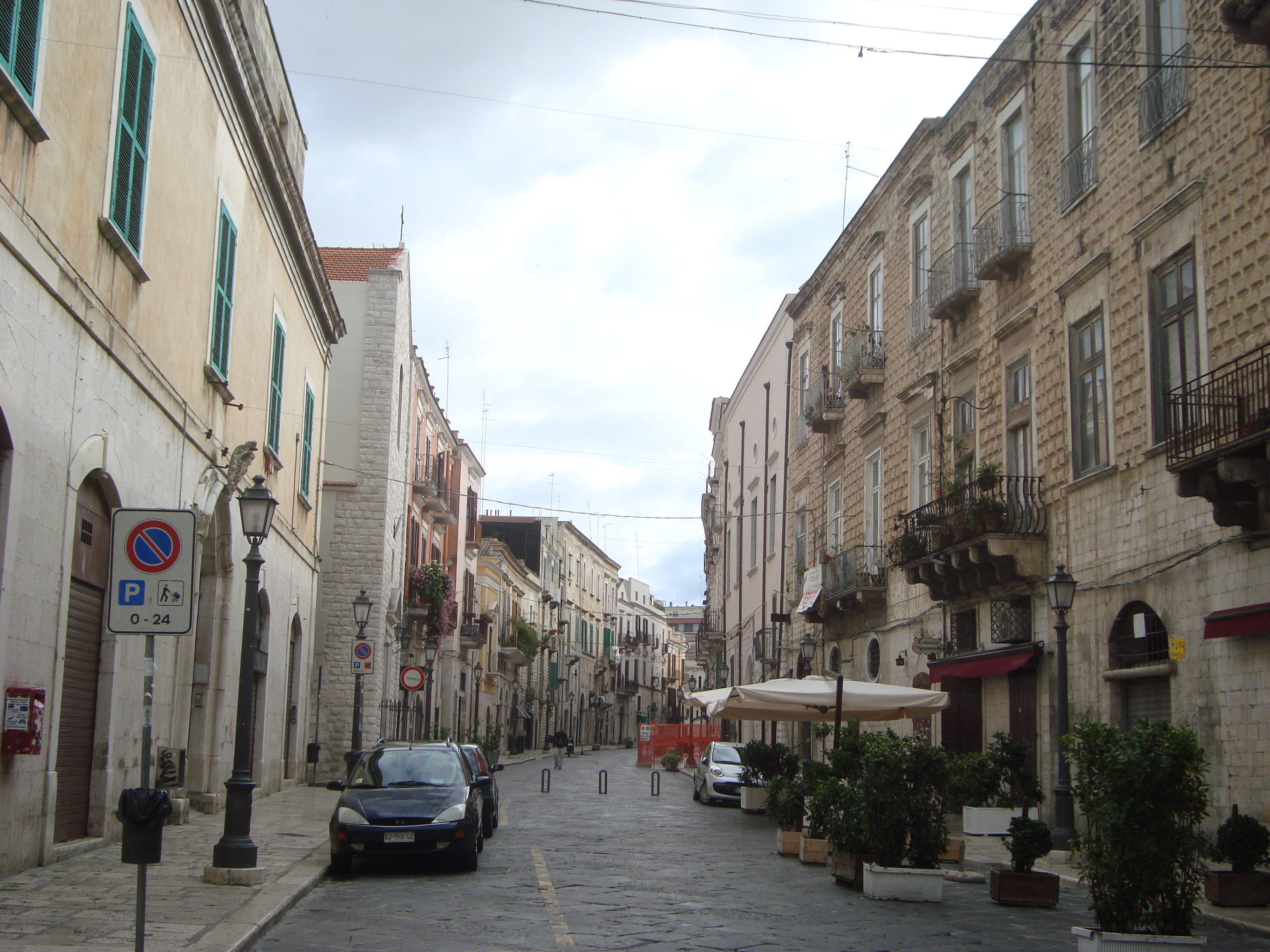
Ulice Via Nazareth
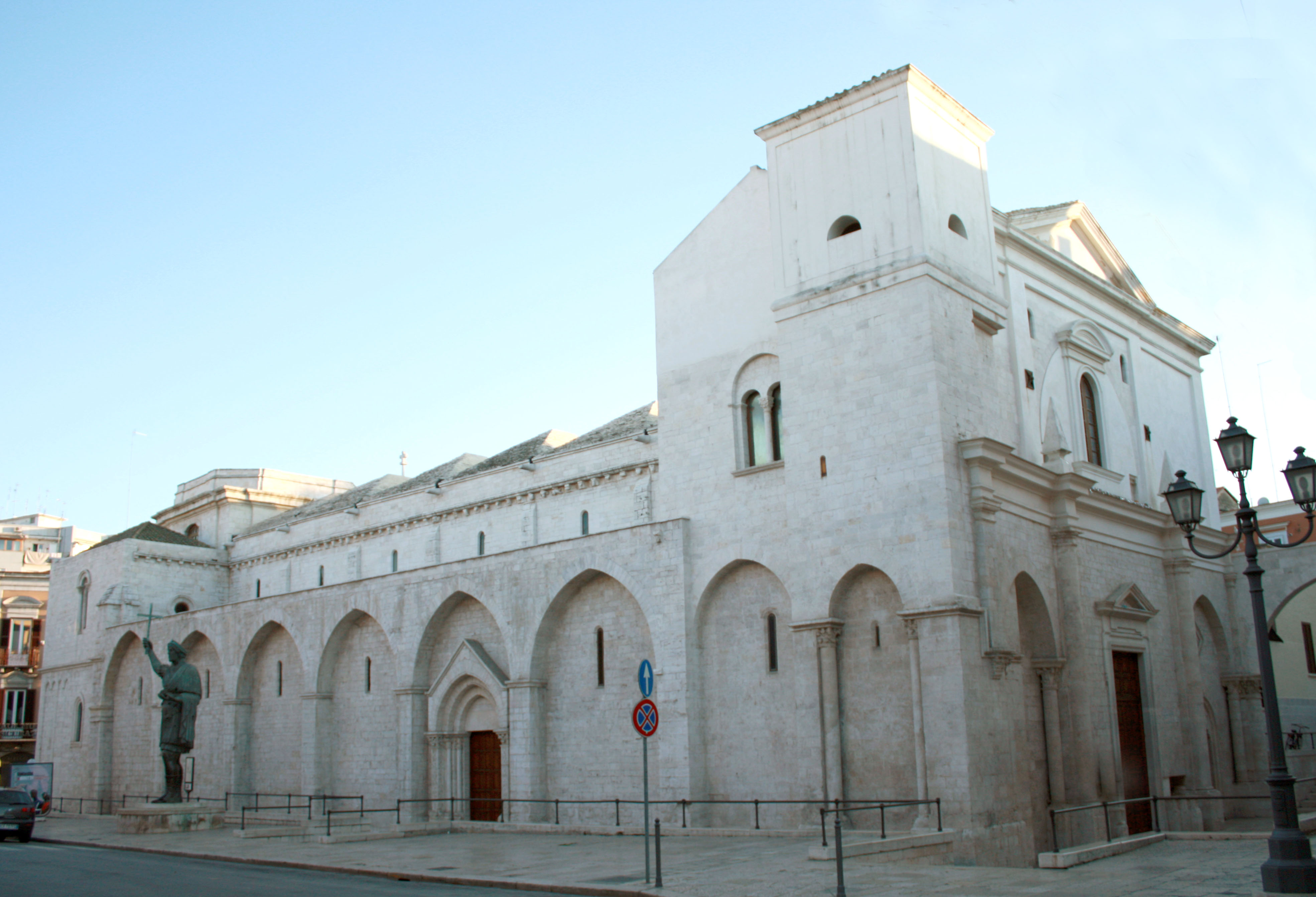
kostel San Sepolcro
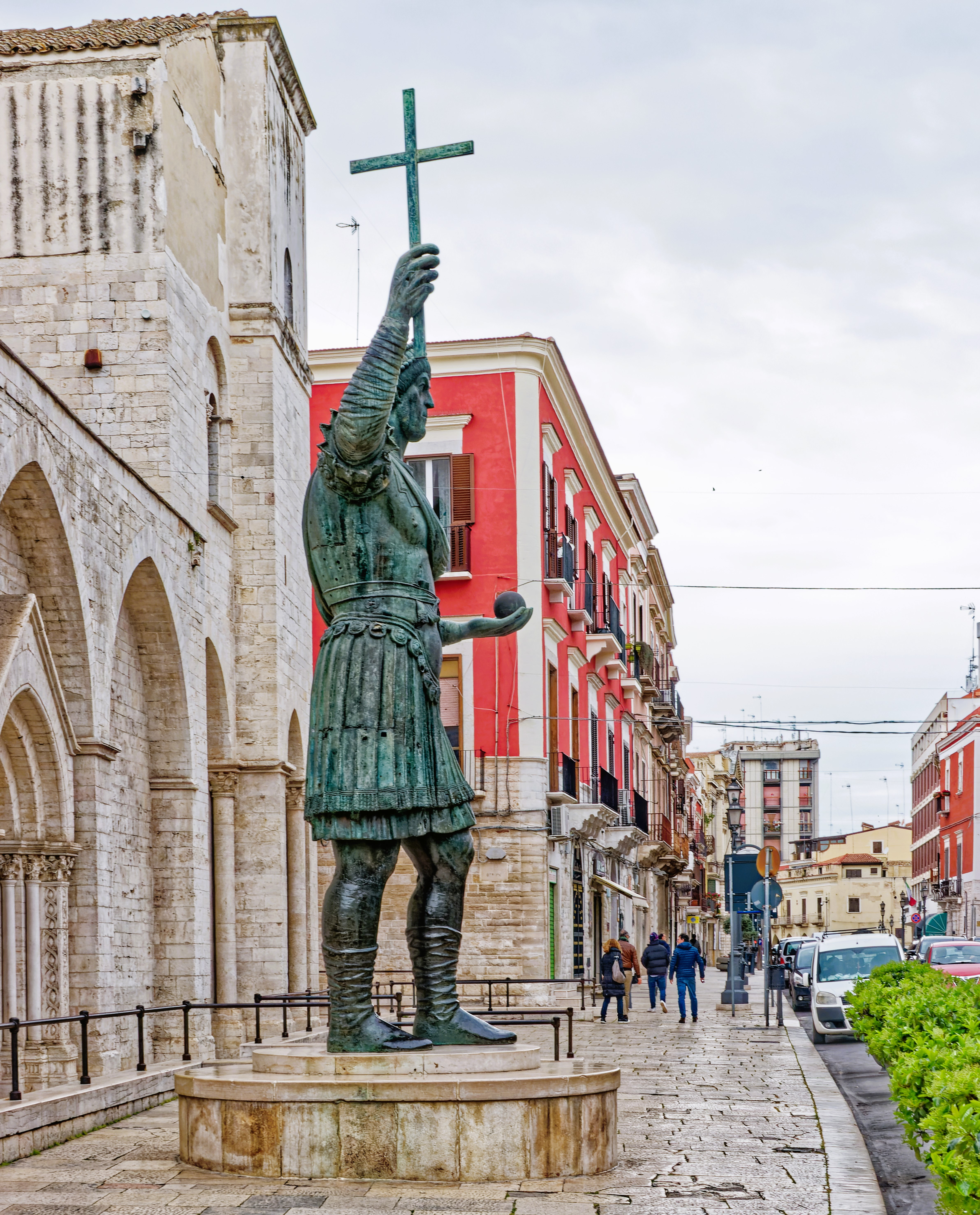
Kolos z Barletty
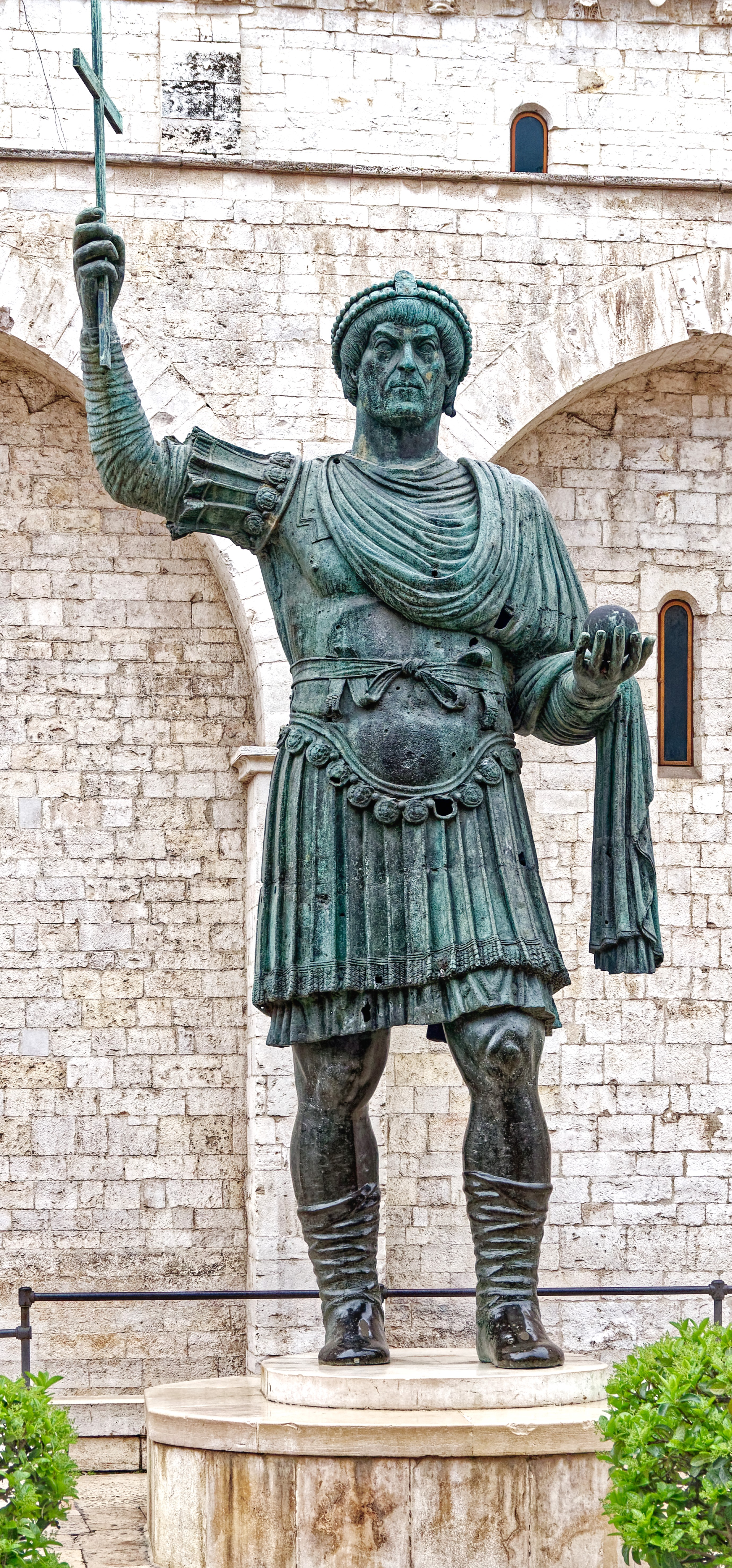
Kolos z Barletty
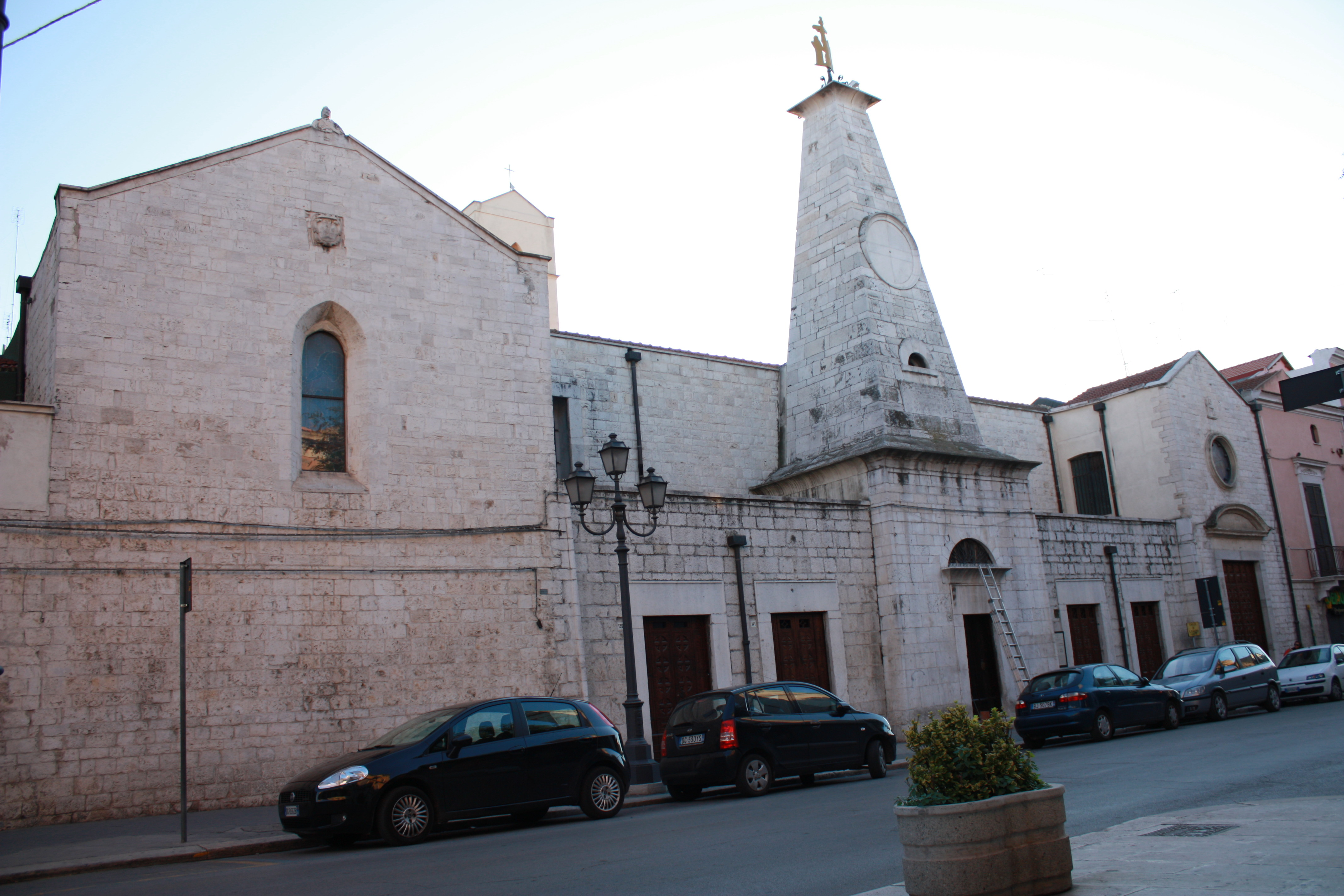
Kostel sv. Jakuba
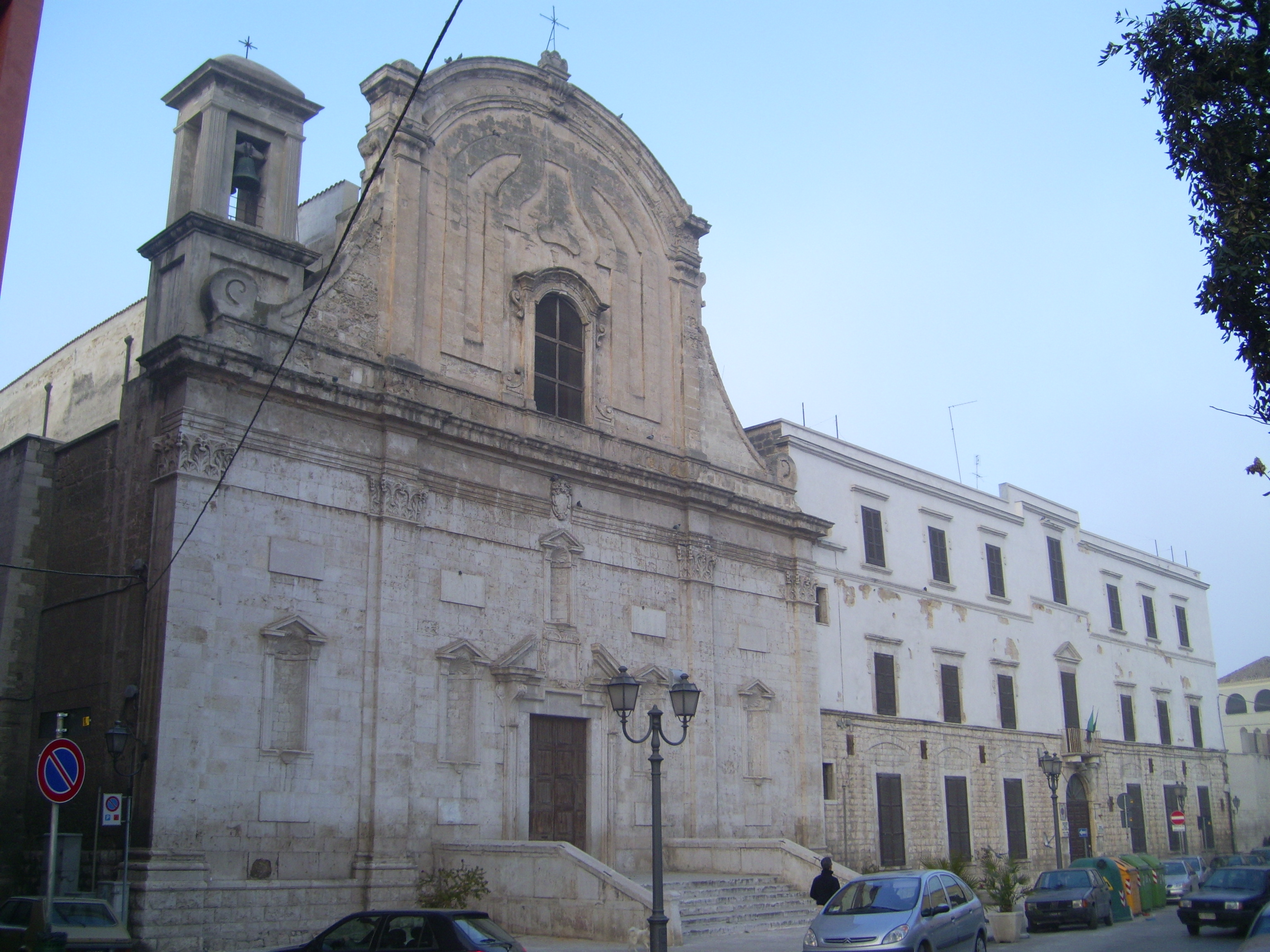
Kostel sv. Kajetána
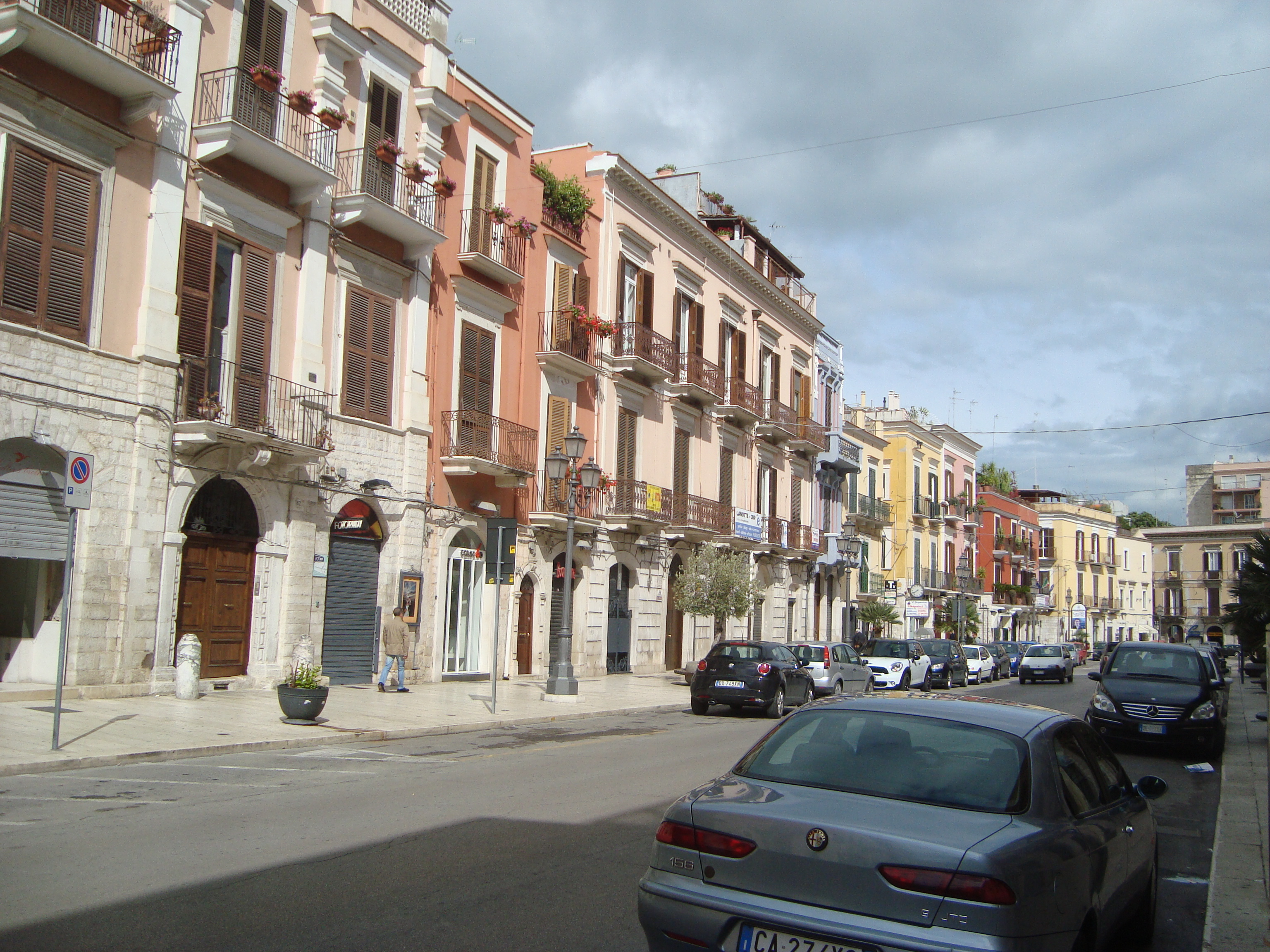
Ulice v centru města
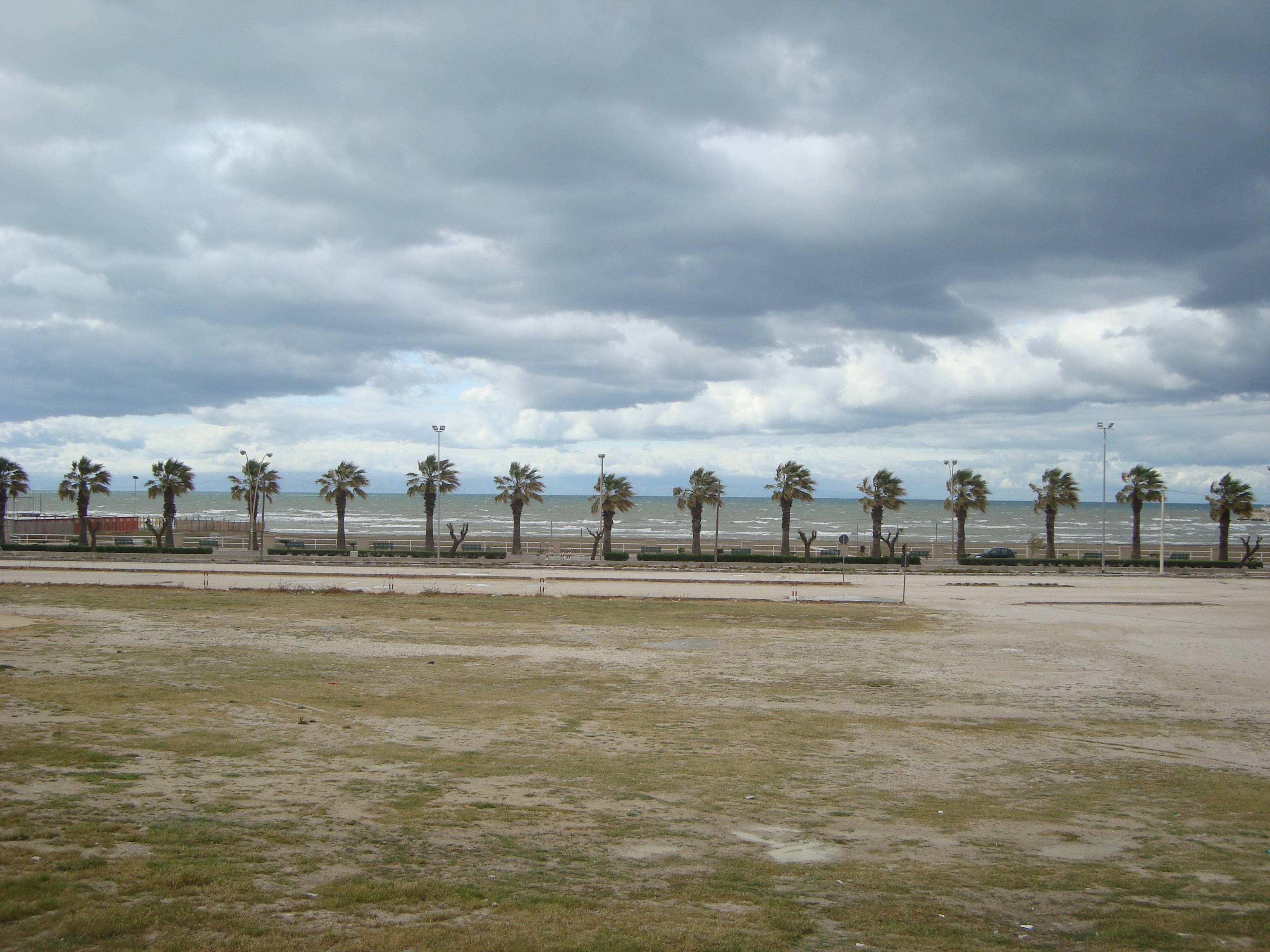
Pobřeží